# عمر حنتولي
عمر ياسر عبد القادر إسماعيل حنتولي (3 نوفمبر 2005–) هو لاعب تايكوندو فلسطيني. ولد في إمارة الشارقة لعائلة فلسطينية من محافظة جنين. بدأ ممارسة التايكوندو بالتاسعة من عمره، وشارك في المسابقات الدولية في الثانية عشرة. شارك في الألعاب الأولمبية الصيفية 2024 في باريس كأول رياضي تايكوندو فلسطيني.

## حياته الرياضية
حصل عمر إسماعيل على الميدالية البرونزية في بطولة العالم للكاديت عام 2019 في طشقند بأوزبكستان، وعلى الميدالية البرونزية في بطولة العالم للناشئين للتايكوندو عام 2022 في صوفيا، بلغاريا، وشارك في بطولة العالم للكبارعام 2022 و2023 وتنافس في بطولة التصفيات الأولمبية الآسيوية للتايكوندوعام 2024 في الصين. وفازعن فئة 58 كيلوغرام على منافسه السعودي رياض حمدي في نصف نهائي التصفية الآسيوية.